# スプリングフィールドの戦い (1780年)
スプリングフィールドの戦い（スプリングフィールドのたたかい、英語: Battle of Springfield）は、アメリカ独立戦争中の1780年6月23日、現在のニュージャージー州スプリングフィールドで、イギリス軍と大陸軍の間で戦われた戦闘である。当時の独立戦争の主戦場は南部に移っており、北部では1778年6月のモンマスの戦いを最後にニューヨーク近辺で両軍の睨み合いが続いていた。そうした中で起こったこの戦いは、長い間、イギリス軍ドイツ人傭兵部隊による単なる奇襲と考えられていたが、1800年代にイギリス軍の記録が明るみに出て、ニュージャージーのモリスタウンに置かれていた大陸軍の作戦本部を襲うことにより、ニュージャージーでの足場を確固たるものにしようというイギリスの戦略であったことが分かった。

## 背景
イギリス軍は、ヴィルヘルム・フォン・クニプハウゼン将軍の指揮するドイツ人傭兵部隊で1780年春にニュージャージーへの侵入を試み、開戦から5年を経過して戦争に倦んでいた地域住民が味方に付く可能性を探ろうとした。作戦はスタテンアイランドから始め、ニュージャージーのエリザベスに侵攻し、ニュージャージー北部のワチャング山脈を抜ける戦略ポイントであるホバート・ギャップを確保すれば、モリスタウンの大陸軍作戦本部を襲うことが可能になるというものだった。イギリス軍は近衛旅団、チェシャー連隊、スコットランド王室連隊、第43歩兵連隊、王室砲兵連隊、第17槍騎兵隊、第1アメリカン連隊、イェーガー軍団フォン・ドノープのマスケット銃連隊、およびフォン・ボーゼのマスケット銃連隊から掻き集められていた。
スプリングフィールドの辺りはそれまでにもしばしばイギリス軍に襲われ略奪されていたので、住人も特に用心深くなっていた。1780年6月7日に襲われた時はコネチカット農園の戦いと呼ばれたが、現在のユニオン・タウンシップの町に火を付けられ、大陸軍の従軍牧師であったジェイムズ・コールドウェルの妻ハンナが殺された。
クニプハウゼン軍がホバート・ギャップに向かったという情報に接し、大陸軍はロードアイランドの正規兵部隊、ライトホース・ハリーの騎兵隊、およびニュージャージー民兵隊を集め、スプリングフィールドの小さな集落を防衛拠点とすることを決めた。ジョージ・ワシントン将軍は戦いの前日までスプリングフィールドに司令部を置いていたが、防衛指揮をナサニエル・グリーン将軍に任せてそこを離れた。

## 戦闘
イギリス軍及びドイツ人傭兵部隊は二手に分かれて、ボーホール道路とギャロッピングヒル道路沿いから二方面攻撃を掛けた。大陸軍はどちらの攻撃も予測し、ラーウェイ川の浅瀬を前に塹壕を掘って待ち構え、イギリス軍の攻撃を凌いだ。イギリス軍の分遣隊が他の地点で川を渡り、スプリングフィールドの中心街とショートヒルズの麓から側面攻撃を掛けようとした。大陸軍の予備隊がこの攻撃も撥ね返した。大陸軍は前線の丘を確保し、クニプハウゼン軍は撤退した。
戦闘は短時間だったが激しかった。イギリス軍は40分間に5度攻撃を仕掛けた。イギリス軍は撤退するときにスプリングフィールドの集落に火を掛けたので、4軒の建物を除き全て焼けてしまった。その4軒のうち3軒は現在でも残っている。大陸軍と民兵隊はイギリス軍の撤退中に嫌がらせを続け、スタテン・アイランドに完全に退くまで追撃を続けた。
伝説によれば、ジェイムズ・コールドウェル牧師はワッツの賛美歌集の頁を渡して銃の詰め物として用いさせた。当時の銃は攻撃力を高める目的で発砲時のガスが漏れることを抑えるために、紙や布で詰め物をしていた。コールドウェルが叫んだ「兵士にワッツを渡せ」(Give 'em Watts, boys)はこの時の出来事に端を発して軍隊の「ときの声」に使われるようになった。

## 戦闘の後
この戦闘は北部における独立戦争の最後の大きな会戦となり、イギリス軍のニュージャージー侵攻の目論みに終止符を打たせた。戦争の主戦場が南部に移っていたので、スプリングフィールドの戦いは「忘れられた勝利」と呼ばれるようになった。ニュージャージー州の歴史の中でも最後の戦闘となった。
大陸軍が防衛戦を張った川の浅瀬は、今日ボーホール道路とミルバーン・アベニューの交差点、およびワシントン・アベニューに近いモリス・アベニューとなっている。